# Pain (Pain)
Pain è il primo album pubblicato dalla omonima band svedese industrial metal nel 1997, per l'etichetta discografica tedesca Nuclear Blast.
Nel 2003 la Stockholm Records ha ripubblicato il disco con tre tracce bonus.

## Tracce
1. On Your Knees Again
2. Rope Around My Neck
3. Learn How to Die
4. Don't Let Me Down
5. Breathe
6. Greed
7. Choke On Your Lies
8. Last Drops of My Life
9. Hate Me (bonus track edizione 2003)
10. Liar (bonus track edizione 2003)
11. Thru the Ground (bonus track edizione 2003)

## Formazione
- Peter Tägtgren - voce, chitarra, basso, batteria, tastiere